# Жуки (Брестская область)
Жуки́ (бел. Жукі) — деревня в Кобринском районе Брестской области Белоруссии. Входит в состав Городецкого сельсовета.
По данным на 1 января 2016 года население составило 2 человека в 2 домохозяйствах.

## География
Деревня расположена в 31 км к юго-востоку от города Кобрин, 11 км к югу от станции Городец и в 75 км к востоку от Бреста.
На 2012 год площадь населённого пункта составила 0,33 км² (33 га).

## История
Населённый пункт известен с 1563 года как Жуковая Новинка в составе села Челищевичи. В разное время население составляло:
- 1999 год: 12 хозяйств, 18 человек;
- 2009 год: 5 человек;
- 2016 год[2]: 2 хозяйства, 2 человека;
- 2019 год[1]: 0 человек.